# حمیده اکبری
حمیده اکبری (زاده ۱۳۵۴ کابل) سیاستمدار افغانستانی و نماینده مردم ولایت میدان وردک در دوره شانزدهم مجلس نمایندگان است. وی در مجلس شانزدهم نمایندگان افغانستان عضو کمیسیون مالی، بودجه، محاسبات عمومی و امور بانک‌ها می‌باشد.

## زندگی‌نامه
حمیده اکبری زاده ۱۳۵۴ از کابل اما اصالتاً از ولسوالی بهسود - ولایت میدان وردک است. وی تحصیلات متوسطه خود را در لیسه/دبیرستان رابعه بلخی کابل در سال ۱۳۶۸ به پایان برد و سند لیسانس خود را در رشته مهندسی از دانشگاه کابل کسب کرد.

## دیگر فعالیت‌ها
دیگر فعالیت‌های وی:
- معلم در مدرسه چهار قلعه کابل.
- استاد در لیسه/دبیرستان زرغونه کابل (۱۳۷۴-۱۳۸۹)
- مهندس در دفتر UNHCR.
- مربی در یک موسسه غیر انتفاعی در میدان وردک.